# Sigurjónsson
Sigurjónsson ist ein isländischer Name.

## Bedeutung
Der Name ist ein Patronym und bedeutet Sohn des Sigurjón. Die weibliche Entsprechung ist Sigurjónsdóttir (Tochter des Sigurjón).

## Namensträger
- Frosti Sigurjónsson (* 1962), isländischer Politiker
- Gordon Sigurjonson, eigentlich Guðmundur Sigurjónsson (1883–1967), isländisch-kanadischer Eishockeytrainer
- Guðmundur Sigurjónsson (* 1947), isländischer Schachspieler
- Jóhann Sigurjónsson (1880–1919), isländischer Dramatiker
- Rúnar Már Sigurjónsson (* 1990), isländischer Fußballnationalspieler
- Thor Sigurjonsson (* 1973), isländischer Filmproduzent